# Liste der Kulturdenkmale in Kyffhäuserland
Die Liste der Kulturdenkmale in Kyffhäuserland umfasst die als Ensembles, Straßenzüge und Einzeldenkmale erfassten Kulturdenkmale in den Ortsteilen der thüringischen Gemeinde Kyffhäuserland.
Die Angaben in der Liste ersetzen nicht die rechtsverbindliche Auskunft der zuständigen Denkmalschutzbehörde.

## Legende
- Bild: zeigt ein Bild des Kulturdenkmals und gegebenenfalls einen Link zu weiteren Fotos des Kulturdenkmals im Medienarchiv Wikimedia Commons
- Bezeichnung: Name, Bezeichnung oder die Art des Kulturdenkmals
- Lage: Wenn vorhanden Straßenname und Hausnummer des Kulturdenkmals; Grundsortierung der Liste erfolgt nach dieser Adresse. Der Link Karte führt zu verschiedenen Kartendarstellungen und nennt die Koordinaten des Kulturdenkmals.
 Kartenansicht, um Koordinaten zu setzen – in dieser Kartenansicht sind Kulturdenkmale ohne Koordinaten mit einem roten bzw. orangen Marker dargestellt und können in der Karte gesetzt werden. Kulturdenkmale ohne Bild sind mit einem blauen bzw. roten Marker gekennzeichnet, Kulturdenkmale mit Bild mit einem grünen bzw. orangen Marker.
- Datierung: gibt das Jahr der Fertigstellung beziehungsweise das Datum der Erstnennung oder den Zeitraum der Errichtung an
- Beschreibung: bauliche und geschichtliche Einzelheiten des Kulturdenkmals, vorzugsweise die Denkmaleigenschaften
- ID: Die ID identifiziert das Kulturdenkmal eindeutig. In Thüringen sind aktuell keine IDs veröffentlicht. In der ID-Spalte kann sich auch folgendes Icon  befinden, dies führt zu Angaben zu diesem Kulturdenkmal bei Wikidata.

## Kulturdenkmale nach Ortsteilen

### Badra
| Bild                           | Bezeichnung                      | Lage                        | Datierung | Beschreibung                                                                         | ID           |
| ------------------------------ | -------------------------------- | --------------------------- | --------- | ------------------------------------------------------------------------------------ | ------------ |
| weitere Bilder Fotos hochladen | Evangelische Kirche St. Spiritus | Badraer Hauptstraße (Karte) |           | Kirche samt künstlerischer Ausstattung, Kirchhof, Torhaus, Einfriedung und Grabstein | 365.220.0570 |
| BW                             | ehemalige Gutsscheune            | Landstraße (Karte)          |           | 8a?, ehem. Nr. 10                                                                    | 365.220.0571 |
| BW                             | Gutsscheune                      | Landstraße 10 (Karte)       |           | ehemalige Nr. 8                                                                      | 365.220.0572 |
| BW                             | Wohnhaus                         | Landstraße 18 (Karte)       |           | Wohnhaus samt Hofpforte und Torbogen                                                 | 365.220.0573 |

### Bendeleben
| Bild                           | Bezeichnung                        | Lage                           | Datierung | Beschreibung                                                                        | ID           |
| ------------------------------ | ---------------------------------- | ------------------------------ | --------- | ----------------------------------------------------------------------------------- | ------------ |
| weitere Bilder Fotos hochladen | Evangelische Kirche St. Pankratius | Vikariestraße (Karte)          |           | Kirche samt künstlerischer Ausstattung, Kirchhof und Einfriedung                    | 365.220.0584 |
| BW                             | Brücke                             | Ortsausgang Rottleben (Karte)  |           | Technisches Denkmal                                                                 | 365.220.0628 |
| Fotos hochladen                | Parkanlage                         | Parkweg (Karte)                |           | Schlosspark                                                                         | 365.220.0636 |
| Fotos hochladen                | Gehöft                             | Burgstraße 1 (Karte)           |           | Hofanlage                                                                           | 365.220.0586 |
| Fotos hochladen                | Orangerie                          | Burgstraße 4 (Karte)           | 1770      | Orangerie – Hauptgebäude, 2 Treibhäuser mit Hohlspiegel, Freifläche und Einfriedung | 365.220.1025 |
| BW                             | Feuerwehrgebäude                   | Hauptstraße 28 (Karte)         |           | Feuerwehrgerätehaus und Schlauchturm                                                | 365.220.0632 |
| BW                             | Wohnhaus                           | Kirchstraße 16 (Karte)         |           | Wohnhaus                                                                            | 365.220.0629 |
| BW                             | Wohnhaus                           | Lehdenstraße 11 (Karte)        |           | Wohnhaus                                                                            | 365.220.0630 |
| BW                             | Mühlsteine                         | Mühlstraße 4 (Karte)           |           | Mühlsteine                                                                          | 365.220.0626 |
| BW                             | Wohnhaus                           | Mühlstraße 6 (Karte)           |           | Wohnhaus, Nebengebäude und Mühlgraben                                               | 365.220.0627 |
| BW                             | Wohnhaus                           | Neuendorfstraße 4 (Karte)      |           | Wohnhaus                                                                            | 365.220.0631 |
| BW                             | Gasthof                            | Schlossstraße 1 (Karte)        |           | Gasthof, Saalgebäude und Scheune                                                    | 365.220.0625 |
| BW                             | Forsthaus                          | Schlossstraße 5 (Karte)        |           | Forsthaus und Wirtschaftsgebäude                                                    | 365.220.0624 |
| weitere Bilder Fotos hochladen | Sachgesamtheit „Gutsanlage“        | Schlossstraße (Karte)          |           | Die Sachgesamtheit bestehend aus 9 Einzelobjekten                                   | 365.220.0634 |
| BW                             | Beamtenwohnhaus                    | Schlossstraße (Karte)          |           | Teilobjekt der Sachgesamtheit „Gutsanlage“                                          | 365.220.0635 |
| BW                             | ehemaliger Kuhstall                | Schlossstraße (Karte)          |           | Teilobjekt der Sachgesamtheit „Gutsanlage“                                          | 365.220.0637 |
| BW                             | Inspektorenhaus                    | Schlossstraße (Karte)          |           | Teilobjekt der Sachgesamtheit „Gutsanlage“                                          | 365.220.0638 |
| BW                             | Wirtschaftsgebäude                 | Schlossstraße (Karte)          |           | Teilobjekt der Sachgesamtheit „Gutsanlage“                                          | 365.220.0639 |
| BW                             | Taubenhaus                         | Schlossstraße (Karte)          |           | Teilobjekt der Sachgesamtheit „Gutsanlage“                                          | 365.220.0640 |
| BW                             | Schafstall                         | Schlossstraße (Karte)          |           | Teilobjekt der Sachgesamtheit „Gutsanlage“                                          | 365.220.0641 |
| BW                             | Schweinestall und Speicher         | Schlossstraße (Karte)          |           | Teilobjekt der Sachgesamtheit „Gutsanlage“                                          | 365.220.0642 |
| BW                             | Pferdestall                        | Schlossstraße (Karte)          |           | Teilobjekt der Sachgesamtheit „Gutsanlage“                                          | 365.220.0643 |
| BW                             | Kutschpferdestall                  | Schlossstraße (Karte)          |           | Teilobjekt der Sachgesamtheit „Gutsanlage“                                          | 365.220.0644 |
| Fotos hochladen                | Uckermannsches Schloss             | Schlossstraße 12 (Karte)       | 1760      | Schloss der Gutsanlage                                                              | 364.220.0645 |
| Fotos hochladen                | Schloss                            | Sondershäuser Straße 2 (Karte) | 1860      | Seniorenwohnheim, Schloss Parkstraße 3                                              | 365.220.0633 |
| BW                             | Pfarrhaus                          | Vikariestraße 1 (Karte)        |           | Pfarrhaus, Wirtschaftsgebäude und Einfriedung                                       | 365.220.0585 |

### Göllingen
| Bild                           | Bezeichnung                     | Lage                                         | Datierung | Beschreibung | ID           |
| ------------------------------ | ------------------------------- | -------------------------------------------- | --------- | --- | ------------ |
| weitere Bilder Fotos hochladen | Evangelische Kirche St. Michael | Göllinger Hauptstraße 6 (Karte)              |           | Kirche samt künstlerischer Ausstattung, Kirchhof und Einfriedung                                                                    | 365.220.0588 |
| BW                             | Wehr                            | (Karte)                                      |           | Wipperwehr und Kleine Wipper, nordwestlich des Ortes im Bereich des Bahnhofsgeländes                                                | 365.220.0589 |
| BW                             | Gehöft                          | Göllinger Hauptstraße 13 (Karte)             |           | Hofanlage | 365.220.0587 |
| weitere Bilder Fotos hochladen | Denkmalensemble „Klosteranlage“ | Klosterstraße, Göllinger Hauptstraße (Karte) |           | Klosteranlage, ehem. Benediktinerpropstei, Denkmalensemble bestehend aus Göllinger Hauptstraße 2, Klosterstraße 1–4 und Mönchsweg 4 | 365.220.0590 |
| BW                             | Zufahrtsweg                     | Göllinger Hauptstraße (Karte)                |           | Teilobjekt des Denkmalensembles „Klosteranlage“                                                                                     | 365.220.0602 |
| BW                             | Weg                             | Göllinger Hauptstraße (Karte)                |           | Teilobjekt des Denkmalensembles „Klosteranlage“                                                                                     | 365.220.0603 |
| BW                             | Nebengebäude                    | Göllinger Hauptstraße (Karte)                |           | Teilobjekt des Denkmalensembles „Klosteranlage“                                                                                     | 365.220.0608 |
| BW                             | Drusch- und Festplatz           | Göllinger Hauptstraße (Karte)                |           | Teilobjekt des Denkmalensembles „Klosteranlage“                                                                                     | 365.220.0604 |
| BW                             | Betonsilo                       | Göllinger Hauptstraße (Karte)                |           | Teilobjekt des Denkmalensembles „Klosteranlage“                                                                                     | 365.220.0615 |
| BW                             | ehemaliges Mühlengebäude        | Göllinger Hauptstraße 2 (Karte)              |           | Teilobjekt des Denkmalensembles „Klosteranlage“                                                                                     | 365.220.0610 |
| BW                             | Wohnhaus                        | Göllinger Hauptstraße 3 (Karte)              |           | Teilobjekt des Denkmalensembles „Klosteranlage“                                                                                     | 365.220.0607 |
| BW                             | Wohnhaus                        | Göllinger Hauptstraße 4 (Karte)              |           | Teilobjekt des Denkmalensembles „Klosteranlage“                                                                                     | 365.220.0611 |
| weitere Bilder Fotos hochladen | Klosterkirche                   | Göllinger Hauptstraße 6 (Karte)              |           | Teilobjekt des Denkmalensembles „Klosteranlage“                                                                                     | 365.220.0613 |
| BW                             | Wohn- und Wirtschaftsgebäude    | Göllinger Hauptstraße 7 (Karte)              |           | Teilobjekt des Denkmalensembles „Klosteranlage“                                                                                     | 365.220.0601 |
| BW                             | Wohn- und Wirtschaftsgebäude    | Göllinger Hauptstraße 8 (Karte)              |           | Teilobjekt des Denkmalensembles „Klosteranlage“                                                                                     | 365.220.0600 |
| BW                             | Gebäude- und Freifläche         | Göllinger Hauptstraße 11 (Karte)             |           | Teilobjekt des Denkmalensembles „Klosteranlage“                                                                                     | 365.220.0620 |
| BW                             | Wohnhaus                        | Göllinger Hauptstraße 15 (Karte)             |           | Teilobjekt des Denkmalensembles „Klosteranlage“                                                                                     | 365.220.0614 |
| BW                             | Wohn- und Geschäftshaus         | Göllinger Hauptstraße 16 (Karte)             |           | Teilobjekt des Denkmalensembles „Klosteranlage“                                                                                     | 365.220.0591 |
| BW                             | Wohnhaus                        | Göllinger Hauptstraße 17 (Karte)             |           | Teilobjekt des Denkmalensembles „Klosteranlage“                                                                                     | 365.220.0594 |
| Fotos hochladen                | Wohn- und Wirtschaftsgebäude    | Göllinger Hauptstraße 19 (Karte)             |           | Teilobjekt des Denkmalensembles „Klosteranlage“                                                                                     | 365.220.0593 |
| Fotos hochladen                | Pfarrhaus                       | Göllinger Hauptstraße 21 (Karte)             |           | Teilobjekt des Denkmalensembles „Klosteranlage“                                                                                     | 365.220.0612 |
| BW                             | ehemaliges Backhaus             | Klosterstraße (Karte)                        |           | Mauerreste, Teilobjekt des Denkmalensembles „Klosteranlage“                                                                         | 365.220.0595 |
| BW                             | Gemeindestraße                  | Klosterstraße (Karte)                        |           | Teilobjekt des Denkmalensembles „Klosteranlage“                                                                                     | 365.220.0599 |
| BW                             | Glaslager                       | Klosterstraße (Karte)                        |           | Glaslager/Mauerteile, Teilobjekt des Denkmalensembles „Klosteranlage“                                                               | 365.220.0617 |
| BW                             | Freifläche und Neubau           | Klosterstraße (Karte)                        |           | Teilobjekt des Denkmalensembles „Klosteranlage“                                                                                     | 365.220.0596 |
| BW                             | Freifläche                      | Klosterstraße (Karte)                        |           | Teilobjekt des Denkmalensembles „Klosteranlage“                                                                                     | 365.220.0619 |
| BW                             | Wohn- und Geschäftshaus         | Klosterstraße 1 (Karte)                      |           | Teilobjekt des Denkmalensembles „Klosteranlage“                                                                                     | 365.220.0598 |
| BW                             | Brunnenschacht                  | Klosterstraße 2 (Karte)                      |           | Brunnenschacht/Neubau, Teilobjekt des Denkmalensembles „Klosteranlage“                                                              | 365.220.0597 |
| BW                             | Kavalezhaus                     | Klosterstraße 3 (Karte)                      |           | Kavalezhaus/Vereinshaus, Teilobjekt des Denkmalensembles „Klosteranlage“                                                            | 365.220.0618 |
| Fotos hochladen                | Wohnhaus                        | Klosterstraße 4 (Karte)                      |           | Teilobjekt des Denkmalensembles „Klosteranlage“                                                                                     | 365.220.0605 |
| BW                             | Wohn- und Geschäftshaus         | Mönchsweg 4 (Karte)                          |           | Teilobjekt des Denkmalensembles „Klosteranlage“                                                                                     | 365.220.0592 |

### Günserode
| Bild | Bezeichnung                       | Lage                                  | Datierung | Beschreibung                                                            | ID           |
| --- | --------------------------------- | ------------------------------------- | --------- | ----------------------------------------------------------------------- | ------------ |
| weitere Bilder Fotos hochladen | Evangelische Kirche St. Nikolaus  | Wippertalstraße (Karte)               |           | Kirche samt künstlerischer Ausstattung                                  | 365.220.0263 |
| [[Vorlage:Bilderwunsch/code!/O:!/C:51.307812,11.048772!/D:Wippertalstraße (Hauptstraße), Denkmalensemble „Wippertalstraße“!/\|BW]] | Denkmalensemble „Wippertalstraße“ | Wippertalstraße (Hauptstraße) (Karte) |           | Straßenzug mit Abzweigungen, Denkmalsensemble bestehend aus 24 Objekten | 365.220.0265 |
| BW | Wohnhaus                          | Wippertalstraße 33 (Karte)            |           | ehemalige Nr. 2, Wohnhaus                                               | 365.220.0276 |
| BW | Wohnhaus                          | Wippertalstraße 31 (Karte)            |           | ehemalige Nr. 3, Wohnhaus                                               | 365.220.0267 |
| BW | Wohnhaus                          | Wippertalstraße 29 (Karte)            |           | ehemalige Nr. 4, Wohnhaus                                               | 365.220.0277 |
| BW | Wohnhaus                          | Wippertalstraße 25 (Karte)            |           | ehemalige Nr. 6, Wohnhaus                                               | 365.220.0278 |
| BW | Wohnhaus                          | Wippertalstraße 23 (Karte)            |           | ehemalige Nr. 9, Wohnhaus                                               | 365.220.0266 |
| BW | Wohnhaus                          | Wippertalstraße 14 (Karte)            |           | ehemalige Nr. 35, Wohnhaus und Hofanlage                                | 365.220.0264 |
| BW | Gemeindeschänke                   | Wippertalstraße 21 (Karte)            |           | ehemalige Nr. 10, Gemeindeschänke                                       | 365.220.0268 |
| BW | Wohnhaus                          | Wippertalstraße 19 (Karte)            |           | ehemalige Nr. 11, Wohnhaus                                              | 365.220.0269 |
| BW | Wohnhaus                          | Wippertalstraße 17 (Karte)            |           | ehemalige Nr. 12, Wohnhaus                                              | 365.220.0279 |
| BW | Wohnhaus                          | Wippertalstraße 15 (Karte)            |           | ehemalige Nr. 13, Wohnhaus                                              | 365.220.0280 |
| BW | Wohnhaus                          | Wippertalstraße 13 (Karte)            |           | ehemalige Nr. 14, Wohnhaus                                              | 365.220.0281 |
| BW | Wohnhaus                          | Wippertalstraße 15 (Karte)            |           | ehemalige Nr. 11, Wohnhaus                                              | 365.220.0282 |
| BW | Wohnhaus                          | Wippertalstraße 9 (Karte)             |           | ehemalige Nr. 16, Wohnhaus                                              | 365.220.0270 |
| Direkt Bild zu diesem Denkmal hochladen                                                                                            | Wohnhaus                          | Wippertalstraße 8                     |           | ehemalige Nr. 17, Wohnhaus                                              | 365.220.0271 |
| Direkt Bild zu diesem Denkmal hochladen                                                                                            | Wohnhaus                          | Wippertalstraße 7                     |           | ehemalige Nr. 18, Wohnhaus                                              | 365.220.0283 |
| BW | Wohnhaus                          | Wippertalstraße 10 (Karte)            |           | ehemalige Nr. 33, Wohnhaus                                              | 365.220.0272 |
| BW | Wohnhaus                          | Wippertalstraße 12 (Karte)            |           | ehemalige Nr. 34, Wohnhaus                                              | 365.220.0273 |
| BW | Wohnhaus                          | Wippertalstraße 16 (Karte)            |           | ehemalige Nr. 38, Wohnhaus                                              | 365.220.0274 |
| BW | Wohnhaus                          | Wippertalstraße 18 (Karte)            |           | ehemalige Nr. 39, Wohnhaus                                              | 365.220.0284 |
| BW | Wohnhaus                          | Wippertalstraße 20 (Karte)            |           | ehemalige Nr. 40, Wohnhaus                                              | 365.220.0285 |
| BW | Wohnhaus                          | Wippertalstraße 22 (Karte)            |           | ehemalige Nr. 41, Wohnhaus                                              | 365.220.0286 |
| BW | Wohn- und Geschäftshaus           | Wippertalstraße 24 (Karte)            |           | ehemalige Nr. 42, Wohn- und Geschäftshaus                               | 365.220.0287 |
| BW | Wohnhaus                          | Wippertalstraße 24a (Karte)           |           | ehemalige Nr. 43, Wohnhaus                                              | 365.220.0275 |
| BW | Wohnhaus                          | Wippertalstraße 28 (Karte)            |           | ehemalige Nr. 45, Wohnhaus                                              | 365.220.0288 |

### Hachelbich
| Bild                           | Bezeichnung                    | Lage                    | Datierung | Beschreibung                                                                             | ID           |
| ------------------------------ | ------------------------------ | ----------------------- | --------- | ---------------------------------------------------------------------------------------- | ------------ |
| weitere Bilder Fotos hochladen | Evangelische Kirche St. Petrus | Kirchstraße (Karte)     |           | Kirche samt künstlerischer Ausstattung, Kirchhof, Trauerhalle, Einfriedung und Grabstein | 365.220.0289 |
| Fotos hochladen                | Inschriftstein                 | Lindenstraße 11 (Karte) |           | Inschriftstein an der ehemaligen Hauptstraße                                             | 365.220.0290 |
| BW                             | Gehöft                         | Lindenstraße 12 (Karte) |           | Hofanlage                                                                                | 365.220.0291 |

### Rottleben
| Bild                           | Bezeichnung                      | Lage                        | Datierung | Beschreibung                                                     | ID           |
| ------------------------------ | -------------------------------- | --------------------------- | --------- | ---------------------------------------------------------------- | ------------ |
| weitere Bilder Fotos hochladen | Evangelische Kirche St. Johannes | Barbarossastraße 4 (Karte)  |           | Kirche samt künstlerischer Ausstattung, Kirchhof und Einfriedung | 365.220.0474 |
| Fotos hochladen                | Wohnhaus                         | Barbarossastraße 13 (Karte) |           | Wohnhaus                                                         | 365.220.0475 |
| weitere Bilder Fotos hochladen | Mühle                            | Falkenmühle 5 (Karte)       |           | Lohmühle                                                         | 365.220.0477 |

### Seega
| Bild                                    | Bezeichnung                    | Lage                    | Datierung | Beschreibung                                                      | ID           |
| --------------------------------------- | ------------------------------ | ----------------------- | --------- | ----------------------------------------------------------------- | ------------ |
| weitere Bilder Fotos hochladen          | Evangelische Kirche St. Martin | Zur Arnsburg 1 (Karte)  |           | Kirche samt künstlerischer Ausstattung, Kirchhof, und Einfriedung | 365.220.0488 |
| weitere Bilder Fotos hochladen          | Burgruine Arensburg            | Ruine Arensburg (Karte) | 1116      | Burgruine mit Freiflächen und Einfriedung                         | 365.220.0492 |
| Fotos hochladen                         | Wasserpumpe                    | Am Berg (Karte)         |           | Doppelschwengelpumpe aus dem 19. Jahrhundert                      | 365.220.0489 |
| Direkt Bild zu diesem Denkmal hochladen | Wohnhaus                       | Am Berg 9               |           | Wohnhaus                                                          | 365.220.0489 |
| Direkt Bild zu diesem Denkmal hochladen | Wassermühle                    | Göllinger Straße 2      |           | Wassermühle                                                       | 365.220.0487 |
| BW                                      | Wohnhaus                       | Zur Arnsburg 39 (Karte) |           | Wohnhaus, ehem. Nr. 45                                            | 365.220.0491 |

### Steinthaleben
| Bild                           | Bezeichnung                       | Lage                       | Datierung | Beschreibung | ID           |
| ------------------------------ | --------------------------------- | -------------------------- | --------- | --- | ------------ |
| weitere Bilder Fotos hochladen | Jagdschloss Rathsfeld             | Rathsfeld 3 (Karte)        |           | „ehem. Jagdschloss, 1698/99 von Graf Anton von Schwarzburg-Sondershausen erbaut. 1908 durch die Erneuerung des Corps de Logis im eklektizistischen Formen verändert und erweitert. Zuletzt bis 1990 Ferienheim. Unregelmäßige, nach Süden offene Dreiflügelanlage mit ursprünglich quadratischen Eckpavillons, die durch niedrigere Flügel, (im Norden mit Arkaden) ehrenhofartig verbunden waren. Westlich des Westflügels ein parallel liegender nahezu baugleicher Flügel vom Anfang des 20. Jh. Im Inneren des Nordwestpavillons ehemalige Schloßkapelle, ein ovaler Zentralbau mit umlaufender Empore auf zwölf Pfeilern, heute durch Zwischendecke geteilt. Teile der Stuckdekorationen aus der Bauzeit erhalten. - Im Park rundes Brunnenhaus des Barock.“ | 365.220.0498 |
| weitere Bilder Fotos hochladen | Evangelische Kirche St. Dionysius | Schulgasse (Karte)         |           | Kirche samt künstlerischer Ausstattung, Kirchhof, und Einfriedung | 365.220.0493 |
| weitere Bilder Fotos hochladen | Kaiser-Wilhelm-Denkmal            | Kyffhäuser (Karte)         | 1890er    | Kyffhäuser mit Ober, Mittel-, Unterburg einschl. Grünfläche mit Burghof | 365.220.1026 |
| BW                             | Vermessungspunkt                  | Kulpenberg 1 (Karte)       |           | Trianguläre Säule, technisches Denkmal | 365.220.0494 |
| weitere Bilder Fotos hochladen | Ruine Rothenburg                  | Rothenburg 1 (Karte)       |           | Burgruine mit Burgmauer | 365.220.1024 |
| BW                             | Pfarrhaus                         | Kelbraer Straße 5 (Karte)  |           | Pfarrhaus mit Resten der Einfriedung | 365.220.0540 |
| BW                             | Gehöft                            | Kelbraer Straße 16 (Karte) |           | Wohnhaus, Speicher, Stall, Torfahrt | 365.220.0495 |
| BW                             | Gehöft                            | Kelbraer Straße 18 (Karte) |           | Gehöft | 365.220.0496 |

## Ehemalige Kulturdenkmale

### Badra
| Bild | Bezeichnung | Lage                   | Datierung | Beschreibung              | ID           |
| ---- | ----------- | ---------------------- | --------- | ------------------------- | ------------ |
| BW   | Wohnhaus    | Hauptstraße 40 (Karte) |           | als Denkmal 2008 gelöscht | 365.220.0078 |

### Göllingen
| Bild                                    | Bezeichnung         | Lage          | Datierung | Beschreibung              | ID           |
| --------------------------------------- | ------------------- | ------------- | --------- | ------------------------- | ------------ |
| Direkt Bild zu diesem Denkmal hochladen | Barockes Bauernhaus | Unterdorf 1   |           | als Denkmal 2006 gelöscht | 365.220.0299 |
| Direkt Bild zu diesem Denkmal hochladen | Barockes Bauernhaus | Unterdorf 2   |           | als Denkmal 1999 gelöscht | 365.220.0299 |
| Direkt Bild zu diesem Denkmal hochladen | ehemalige Schäferei | Klosterstraße |           | abgerissen                | 365.220.0606 |

### Rottleben
| Bild | Bezeichnung     | Lage               | Datierung | Beschreibung              | ID           |
| ---- | --------------- | ------------------ | --------- | ------------------------- | ------------ |
| BW   | ehemalige Mühle | Lohmühle 3 (Karte) |           | als Denkmal 2017 gelöscht | 365.220.0476 |

### Steinthaleben
| Bild                                    | Bezeichnung          | Lage                       | Datierung | Beschreibung              | ID           |
| --------------------------------------- | -------------------- | -------------------------- | --------- | ------------------------- | ------------ |
| BW                                      | Wohnhaus             | Kelbraer Straße 24 (Karte) |           | als Denkmal 2010 gelöscht | 365.220.0497 |
| BW                                      | Hofanlage            | Kelbraer Straße 26 (Karte) |           | als Denkmal 2007 gelöscht | 365.220.1022 |
| Direkt Bild zu diesem Denkmal hochladen | Wohnhaus und Scheune | Sperlingsberg 81           |           | als Denkmal 2007 gelöscht | 365.220.1023 |